# Santiago Alba Rico
Santiago Alba Rico (Madrid, 1960) és un escriptor i filòsof espanyol. De formació marxista, ha publicat diversos llibres d'assaig sobre disciplines com la filosofia, l'antropologia i la política, a més de col·laborar com a redactor en diverses revistes i mitjans de comunicació, com Gara, Archipiélago: Cuadernos de crítica de la cultura, Directa, Comitè de Solidaritat con la Causa Árabe o Rebelión. Col·labora regularment amb el diari català Ara i Ctxt, i és un actiu participant en diversos mitjans alternatius.
Ha traduït al castellà alguns autors àrabs, com ara el poeta egipci Naguib Surur o l'escriptor iraquià Mohamed Judayr. És fill de Lolo Rico, directora de cine i periodista coneguda per haver estat la directora del programa infantil La Bola de Cristal als anys 1980. Actualment resideix a Tunísia. És oncle de la política Nagua Alba.

## Trajectòria

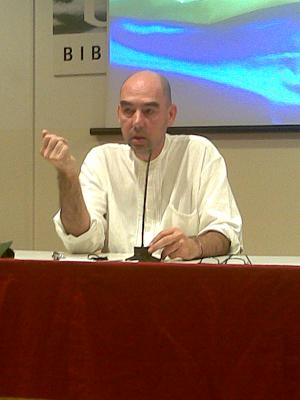
Santiago Alba Rico en un col·loqui organitzat per l'Associació de Terrassa per la Tercera República l'any 2009

Santiago Alba Rico es va llicenciar en Filosofia a la Universitat Complutense de Madrid. Va començar escrivint guions per a Los Electroduendes, dins del programa La Bola de Cristal entre els anys 1984 i 1988. Va començar a treballar-hi substituint la seva mare, i va acabar convertint Los Electroduendes en una sèrie de «faules de marxisme satíric per a infants»:
| « | «Els primers guions –com a mínim els tres primers mesos– els van escriure ella i Carlo Frabetti. Jo vaig començar a fer guions beneficiat pel nepotisme matern i perquè, casualment, vaig contraure una greu malaltia que m'impedia de sortir de casa. Carlo i Lolo van deixar els seus guions a les meves mans, i la meva contribució ha estat sobretot la d'haver "torçat" l'esperit inicial del programa, que era més infantil i menys polític. Lolo i Carlo haurien pogut fer també magnífics guions "torçats" (atès que tenen un talent immens), però quan van comprovar que no se'm donava gens malament de "tòrcer-los", van passar a ocupar-se d'altres aspectes del programa. Quan vaig introduir el personatge d'Amperio Felón, que era el paradigma de l'empresari, de l'explotador, el que intentava era explicar el Capítol XXV del llibre primer d'El capital, l'acumulació originària. Aquest era el meu propòsit: explicar Marx als nens». | » |

Va ser també als anys 1980 quan va escriure, juntament amb Carlos Fernández Liria, Dejar de pensar (1986) i Volver a pensar (1989), dos llibres sobre filosofia marxista considerats de gran importància en els àmbits d'esquerra. Ambdós llibres eren un compendi del pensament marxista i alhora una crítica a la política que llavors duia a terme el PSOE. De fet, Carlos i Santiago van decidir «deixar de pensar» després de sentir-se desencantats amb la política del partit, especialment amb el seu canvi d'actitud sobre l'entrada de l'Estat espanyol a l'OTAN.
El 1991 se'n va anar a viure al Caire, ciutat on va residir durant set anys:
| « | «[…] necessitava una ruptura espacial i lingüística amb el que fins llavors havia estat la meva biografia, de manera que el fet que acabés vivint al Caire respon més aviat a l'atzar. Podria haver acabat igualment a Islàndia o a la Xina. El cert és que, retrospectivament, un tendeix a creure que l'existència està regida per una mena de providència que et dirigeix sempre cap a aquell lloc que sense saber-ho era el teu. I és veritat que la casualitat em va portar a una zona del món en què, a part d'haver-hi après molt, personalment sempre m'he sentit molt còmode. | » |

Durant aquesta etapa va escriure Las reglas del caos: apuntes para una antropología del mercado, pel qual va quedar finalista l'any 1995 del Premi Anagrama d'Assaig. L'any 1998 va traslladar la seva residència a Tunis, ciutat on encara viu actualment.

## Llibres escrits
- Las reglas del caos. Apuntes para una antropología del mercado (1995), Editorial Anagrama. ISBN 84-339-0520-1.
- El mundo incompleto. Un cuento sobre la creación y los autores (1999), Madrid: Grupo Anaya. ISBN 978-84-207-9217-0.
- ¡Viva el mal! ¡Viva el capital! (2001), Madrid: Virus Editorial. ISBN 84-88471-00-9.
- La Ciudad intangible (ensayo sobre el fin del Neolítico) (2001), Hondarribia: Hiru. ISBN 84-89753-71-7.
- ¡Viva la CIA! ¡Viva la economía! (2003), Barcelona: Virus Editorial. ISBN 978-84-96044-19-7
- Torres más altas (2003), Valencia: Numa Ediciones, ISBN 978-84-95831-05-7.
- Iraq, un cuento para niños (2002), e-book.
- Vendrá la realidad y nos encontrará dormidos. Partes de guerra y prosas de resistencia (2006), Hondarribia: Hiru. ISBN 978-84-96584-05-1.
- Leer con niños (2007), Madrid: Caballo de Troya. ISBN 978-84-96594-02-9.
- Grandes paradojas del teatro actual (2007), Hondarribia: Hiru. ISBN 978-84-96584-02-0.
- Capitalismo y nihilismo (2007), Madrid: |Akal, ISBN 978-84-460-2616-7.
- Las Noches Bárbaras: tercera fiesta de músicos en la calle, Madrid, Círculo de Bellas Artes, 2008
- El ratoncito Roquefort, Barcelona, Takatuka, 2009
- Noticias (2010), Madrid: Caballo de Troya. ISBN 978-84-96594-52-4
- B-52, Guipúzcoa, Argiletxe Hiru, 2012
- ¿Podemos seguir siendo de izquierdas?, Barcelona: Pol·len Edicions, 2014
- Islamofobia: nosotros, los otros, el miedo, Barcelona, Icaria, 2015
- Penúltimos días: mercancías, máquinas y hombres. Madrid: Los Libros de la Catarata, 2016. ISBN 978-84-9097-113-0.
- Todo el pasado por delante. Madrid: Libros de la Catarata, 2017. ISBN 978-84-9097-365-3.
- Nadie está seguro con un libro en las manos: Lecturas inconvenientes. Madrid: Catarata, 2018. ISBN 978-84-9097-464-3.
- Última hora: Los cuentos de Carbe Cruda, Arrebato, 2019.
- España. Madrid: Lengua de trapo, 2021. ISBN 978-84-8381-255-6.

Amb altres autors
- Santiago Alba Rico i Carlos Fernández Liria (1986), Dejar de pensar, Madrid: Akal
- Santiago Alba Rico i Carlos Fernández Liria (1989), Volver a pensar, Madrid: Akal
- Santiago Alba Rico, Mohammed Arkoun y Javier Barreda (2002), El islam jacobino, Hondarribia: Hiru. ISBN 84-95786-09-5
- Paz de Andrés Sáenz de Santamaría, Santiago Alba Rico i Javier Couso Permuy (2003), Crímenes de guerra, Madrid, ISBN 978-84-930099-2-2.
- Santiago Alba Rico y Pascual Serrano (2007), Medios violentos. Palabras e imágenes para la guerra. Caracas. Editorial El Perro y la Rana.
- Santiago Alba Rico y Carlos Fernández Liria (2010), El naufragio del hombre, Hondarribia: Hiru Argitaletxea. ISBN 978-84-96584-32-7
- Santiago Alba Rico y José Daniel Fierro (2011), Túnez: la revolución, Guipúzcoa, Argiletxe Hiru,

Llibres traduïts al castellà
- Naguib Surur (1990), Hacer imprescindible lo que es necesario, Madrid: Cantarabia. ISBN 84-86514-23-1. (Traduït conjuntament amb Javier Barreda).